# Sara Bernat
Pour les articles homonymes, voir Bernat.
Sara Bernat est une ancienne actrice de films pornographiques espagnole. Elle a été la maîtresse de l'acteur Nacho Vidal. Elle remporte le Ninfa Award de la meilleure actrice en 2000.

## Récompenses et nominations
- Ninfa Award en l'an 2000 en tant que meilleure actrice dans le film Vivir Follando[3],[4],
- Nommée en 2002 pour l'AVN Award dans la catégorie Best Group Sex Scene, Video (dans le film Buttman's Butt Freak 3 - Evil Angel) avec Zarah Lee et Nacho Vidal[5].